# 岡上鈴江
岡上鈴江（1913年5月3日—2011年1月27日），是日本的翻譯家、兒童文學家。

## 簡歷
生於東京的小川未明的次女。在日本女子大學英文學科畢業。外務省工作之後，並進入兒童文學的改寫、翻譯等的著作生活。日本兒童文藝家協會顧問。
2011年1月27日，因為心肌梗塞在東京都杉並區的自家死去。享年97歲。

## 著作
- 1960年《舒伯特》（シューベルト），白楊社
- 1970年《父親小川未明》（父小川未明），新評論
- 1975年《點燃光明的人們 6 為社會進步而盡力 佐野常民·前島密·本木昌造》（光をともした人々 6 社会の進歩につくす  佐野常民・前島密・本木昌造），家之光協會
- 1977年《最喜歡蘇伯母》（スウおばさん大好き），柏樹社
- 1980年《世界傳記 32 二宮尊德》（世界の伝記 32 二宮尊徳），行政
- 1982年《父親未明與我》（父未明とわたし），樹心社

## 主要翻譯的書籍
※以下譯本的書名與日本譯者的書名原譯為主，沒有地域性差異
- 1956年《妹妹瑪姬 佛羅斯河畔上的磨坊》（妹マギー フロス河畔の水車場），講談社，原作者喬治·艾略特（George Eliot）
- 1957年《波麗的祈願》（ポリーのねがい），講談社，原作者瑪格麗特·席德尼（Margaret Sydney）
- 1959年《孤兒瑪麗》（孤児マリー），偕成社，原作者瑪格麗特·奧杜（Marguerite Audoux）
- 1960年《艾琵的祈願》（エピーのねがい），偕成社，原作者喬治·艾略特（George Eliot）
- 1961年《紫丁香的樹影「少女名作全集 10」》（ライラックの木かげ「少女名作全集 10」），岩崎書店，原作者露意莎·梅·奧爾柯特（Louisa May Alcott）
- 1962年《夢見天使》（夢みる天使），偕成社，原作者瑪格麗特·奧杜（Marguerite Audoux）
- 1962年《秘密的地圖》（秘密の地図），金之星社，原作者克萊兒·布蘭克（Clair Blank）
- 1962年《少女偵探南西的活躍》（少女探偵ナンシーの活躍），金之星社，原作者卡洛琳·基恩（Carolyn Keene）
- 1962年《孤兒簡》（みなし子ジェーン），金之星社，原作者夏綠蒂·勃朗特（Charlotte Bronte）
- 1963年《咆哮山莊》（嵐が丘），岩崎書店，原作者艾蜜莉·勃朗特（Emily Bronte）
- 1964年《不可思議的山神》（ふしぎな山びこ），岩崎書店，原作者法蘭西絲·K·賈德（Frances K. Judd）
- 1964年《鹿苑長春》（子鹿物語），岩崎書店，原作者瑪喬麗·金南·羅林斯（Marjorie Kinnan Rawlings）
- 1967年《即興詩人》（即興詩人），岩崎書店，原作者漢斯·克里斯汀·安徒生（Hans Christian Andersens）
- 1968年《駕馭天空的少女偵探》（空駆ける少女探偵），白楊社，原作者海倫·威爾斯（Helen Wells）
- 1970年《法蘭德斯之犬》（フランダースの犬），文研出版，原作者薇達（Ouida）
- 1971年《世界奇妙故事》（世界のふしぎ話），偕成社
- 1972年《噫無情》（ああ無情），偕成社，原作者維克多·雨果（Victor Hugo），武部本一郎繪
- 1973年《日向丘的少女》（日向が丘の少女），集英社，原作者比約恩斯徹納·比昂松（Bjornstjerne Bjornson）
- 1974年《茱蒂的推理》（ジュディの推理），金之星社，原作者瑪格麗特·薩頓（Margaret Sutton）
- 1975年《美麗的波麗》（美しいポリー），集英社，原作者露意莎·梅·奧爾柯特（Louisa May Alcott）
- 1975年《希臘神話》（ギリシャ神話），偕成社
- 1977年《三振王物語》（さんしん王ものがたり），旺文社，原作者李奧納德·凱斯勒（Leonard Kessler）
- 1977年《長腿叔叔》（あしながおじさん），春陽堂書店，原作者珍·韋伯斯特（Jean Webster）
- 1978年《我能游25公尺》（ぼく25Mおよげたよ），旺文社，原作者李奧納德·凱斯勒（Leonard Kessler）
- 1978年《北風吹來的桌架》（北風がくれたテーブルかけ），朝日看見台（世界傳說）
- 1978年《小公子》（小公子），旺文社文庫，原作者法蘭西絲·霍森·柏納特（Frances Hodgson Burnett）
- 1979年《莎士比亞物語》（シェークスピア物語），春陽堂書店（春陽堂少年少女文庫），原作者【查爾斯·蘭姆（Charles Lamb）、瑪麗·蘭姆（Mary Lamb）】（被稱為蘭姆姊弟）
- 1980年《完美的母親》（すてきなまま母），偕成社，原作者海倫·方·達林傑（Helen Fern Daringer）
- 1982年《阿波羅的豎琴》（アポローンの竪琴），希臘神話，原作者梅尼勞斯·史蒂芬尼德斯（Menelous Stephanides）
- 1982年《若草物語》（若草物語），小學館，原作者露意莎·梅·奧爾柯特（Louisa May Alcott）
- 1983年《普羅米修斯》（プロメーテウス），希臘神話，原作者梅尼勞斯·史蒂芬尼德斯（Menelous Stephanides）
- 1990年《茶花女》（椿姫），Jp Trading Inc，原作者小亞歷山大·仲馬（Alexandre Dumas fil）
- 2005年《湯姆·索耶歷險記【華語另譯湯姆歷險記】》（トム・ソーヤーの冒険），白楊社，原作者馬克·吐溫（Mark Twain）